# Palazzo della Borsa (San Pietroburgo)
Il palazzo della Borsa (in russo Здание биржи?, Zdanie birži) era la vecchia sede della Borsa di San Pietroburgo che si trova sulla Strelka dell'isola Vasil'evskij di fronte alla fortezza di Pietro e Paolo. Fino al 2013 ha ospitato il Museo navale militare centrale.
Fu progettato dall'architetto francese Jean-François Thomas de Thomon e fu costruito fra il 1805 ed il 1810.
Nel 1811 furono inoltre erette le Colonne Rostrate.

## Descrizione
L'edificio costituisce un significativo esempio di architettura neogreca ispirata al Tempio di Era di Paestum. Il de Thomon nell'imitare i templi greci aveva seguito gli insegnamenti del suo maestro Julien-David Le Roy. La massiccia costruzione poggia su uno zoccolo di granito ed è circondato da un colonnato dorico. Dietro il colonnato "greco" della Borsa emergono elementi dell'antica Roma, come gli archi decorativi e le porte, la grande sala all'interno è voltata come le grandi terme romane. 
Di fronte al palazzo la piazza della Borsa, a forma di grande terrazza semicircolare, si protende sulla Neva, con ai lati due gigantesche colonne rostrate, che fungevano, per i naviganti che se le trovavano innanzi, da fanali (e non da fari) per segnalare l'isola di Basilio (Vasil'evskij ostrov) e la ramificazione del fiume in Grande Neva (Bol'šaja Neva) a sud, sulla sinistra, e Piccola Neva (Malaja Neva) a nord, sulla destra, fiancheggiano l'edificio.

## Curiosità
Benché il palazzo fosse stato già concluso, la sua inaugurazione fu procrastinata a dopo la ritirata di Napoleone.

## Altre immagini

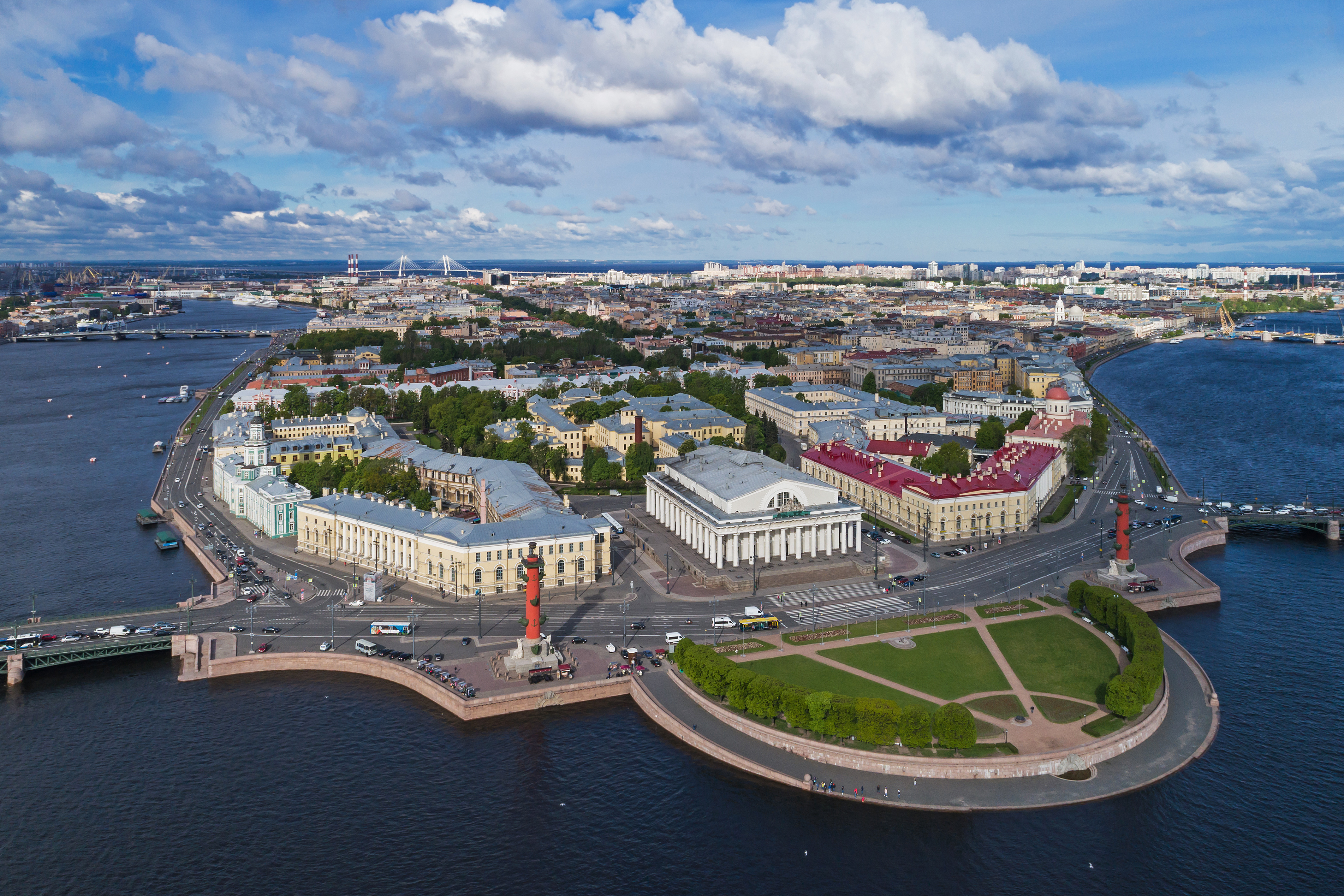
Il palazzo con la terrazza semicircolare che si affaccia sulla Neva.
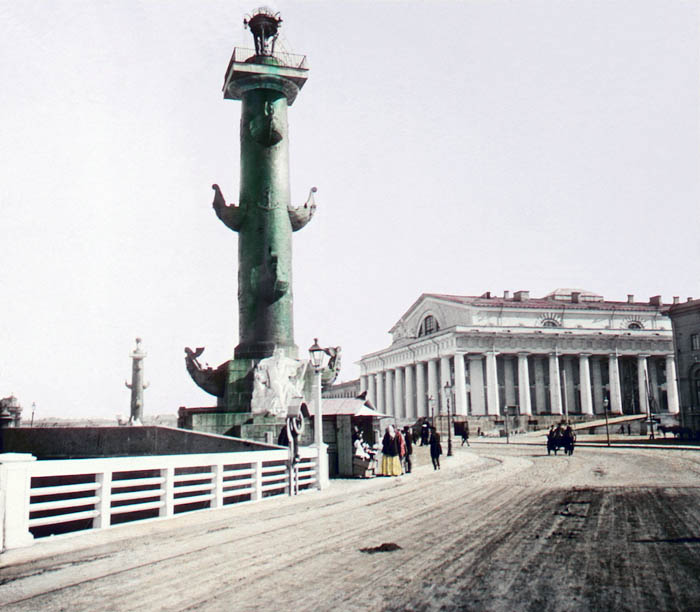
Le Colonne Rostrate in una cartolina del 1896.
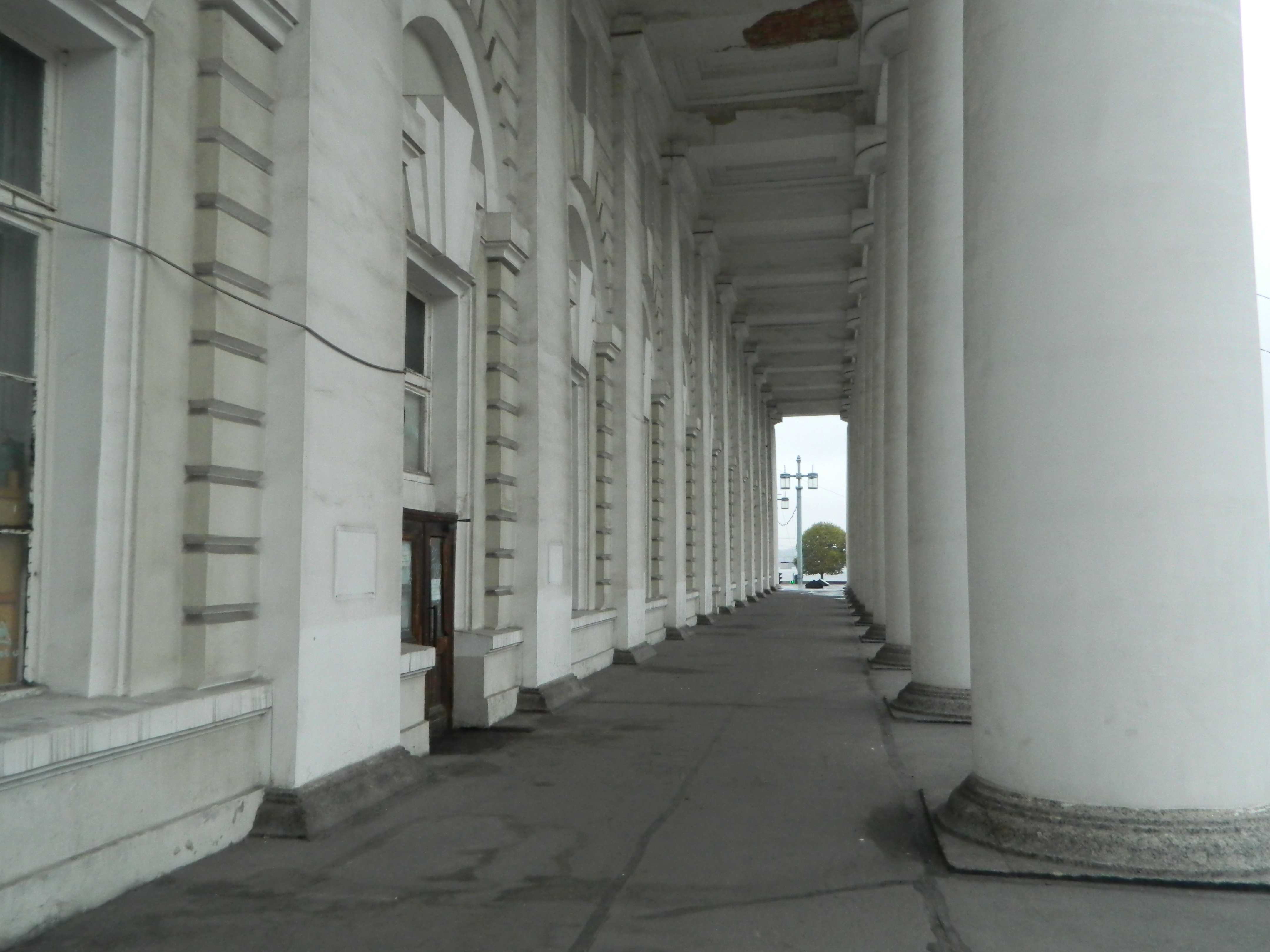
Interno del colonnato.